# Olympische Winterspiele 2018/Rennrodeln
Bei den XXIII. Olympischen Winterspielen in Pyeongchang fanden vier Wettbewerbe im Rennrodeln statt. Austragungsort war das Olympic Sliding Centre, wo auch die Bob- und Skeleton-Wettbewerbe stattfanden. Diese Anlage bot 7.000 Zuschauern Platz und hatte Bahnlängen von 1,2 bis knapp 1,4 km. Mit drei Goldmedaillen sowie insgesamt sechs Podestplatzierungen waren die deutschen Athleten die erfolgreichste Nation.

## Bilanz

### Medaillenspiegel
| Platz | Land               | Gold | Silber | Bronze | Gesamt |
| ----- | ------------------ | ---- | ------ | ------ | ------ |
| 1     | Deutschland        | 3    | 1      | 2      | 6      |
| 2     | Österreich         | 1    | 1      | 1      | 3      |
| 3     | Kanada             | –    | 1      | 1      | 2      |
| 4     | Vereinigte Staaten | –    | 1      | –      | 1      |

### Medaillengewinner
| Konkurrenz       | Gold                                                             | Silber                                                 | Bronze                                                       |
| ---------------- | ---------------------------------------------------------------- | ------------------------------------------------------ | ------------------------------------------------------------ |
| Einsitzer Männer | David Gleirscher                                                 | Christopher Mazdzer                                    | Johannes Ludwig                                              |
| Einsitzer Frauen | Natalie Geisenberger                                             | Dajana Eitberger                                       | Alex Gough                                                   |
| Doppelsitzer     | Tobias Wendl, Tobias Arlt                                        | Peter Penz, Georg Fischler                             | Toni Eggert, Sascha Benecken                                 |
| Team-Staffel     | Natalie Geisenberger, Johannes Ludwig, Tobias Wendl, Tobias Arlt | Alex Gough, Samuel Edney, Justin Snith, Tristan Walker | Madeleine Egle, David Gleirscher, Peter Penz, Georg Fischler |

## Quotenplätze
Die Quotenplätze wurden im Rennrodel-Weltcup vergeben. Maximal konnten sich pro nationalem Verband je drei Starter bei den Männern und Frauen in den Einsitzern sowie zwei Rodeldoppel qualifizieren. Über die Besetzung der Quotenplätze entschieden die nationalen NOKs. Das Starterfeld war auf 40 Plätze bei den Einsitzern der Männer, 30 bei den Einsitzern der Frauen und 20 Doppelsitzer begrenzt. Wenn sich zudem die Staffel qualifiziert hatte, bedeutete das auch, dass eventuell nicht qualifizierte Startplätze von Nationen zu Quotenrängen wurden, obwohl die sportliche Leistung fehlte.
Zudem stand dem Gastgeber Südkorea in jedem der Rennen mindestens ein Quotenplatz zu, auch wenn dieser wie bei den Rodeldoppeln sportlich nicht erreicht war. Die Quotenplätze wurden endgültig nach dem Weltcuprennen in Lake Placid vergeben. Auf Plätze, die von nationalen Verbänden nicht genutzt wurden, konnten die folgenden Inhaber der weiteren bislang nicht qualifizierten Plätze nachrücken. Um Vorfälle wie den Tod des georgischen Rennrodlers Nodar Kumaritaschwili 2010 zu verhindern, mussten alle potentiellen Rodler eine bestimmte Anzahl an hochklassigen Rennen oder eine bestimmte Anzahl an Trainingsrennen auf der Bob- und Rodelbahn von Pyeongchang und damit ihre technische Eignung nachweisen.
Am 30. Januar 2018 wurde die Zusammensetzung des Feldes in den beiden Einsitzerkategorien bekannt.
- * – Startplatz erreicht über die qualifizierte Team-Staffel
- ** – Startplatz erreicht über einen festen Startplatz als Gastgeber
- # – nicht besetzter Startplatz
- ## – Quotenplatz erreicht, der aufgrund der Dopingsperren russischer Athleten nicht besetzt werden konnte
- kursiv – nicht qualifiziert, möglicher Nachrücker
- Name in Klammern nennt den Namen des möglichen Nachrückers/der möglichen Nachrückerin, dessen/deren Platz nicht von diesen eingenommen wurde

| Platz | Quotenplätze Einsitzer Männer    | Nominierte Männer           | Quotenplätze Einsitzer Frauen    | Nominierte Frauen           | Quotenplätze Doppelsitzer        | Nominierte Doppelsitzer                  |
| ----- | -------------------------------- | --------------------------- | -------------------------------- | --------------------------- | -------------------------------- | ---------------------------------------- |
| 1     | Deutschland                      | Felix Loch                  | Deutschland                      | Natalie Geisenberger        | Deutschland                      | Toni Eggert & Sascha Benecken            |
| 2     | Olympische Athleten aus Russland | Semjon Pawlitschenko        | Deutschland                      | Dajana Eitberger            | Österreich                       | Peter Penz & Georg Fischler              |
| 3     | Österreich                       | Wolfgang Kindl              | Kanada                           | Alex Gough                  | Deutschland                      | Tobias Wendl & Tobias Arlt               |
| 4     | Olympische Athleten aus Russland | Roman Repilow               | Deutschland                      | Tatjana Hüfner              | Italien                          | Ludwig Rieder & Patrick Rastner          |
| 5     | Deutschland                      | Johannes Ludwig             | Kanada                           | Kimberley McRae             | Lettland                         | Andris Šics & Juris Šics                 |
| 6     | Deutschland                      | Andi Langenhan              | Vereinigte Staaten               | Erin Hamlin                 | Vereinigte Staaten               | Matt Mortensen & Jayson Terdiman         |
| 7     | Olympische Athleten aus Russland | Stepan Fjodorow             | Vereinigte Staaten               | Summer Britcher             | Kanada                           | Tristan Walker & Justin Snith            |
| 8     | Italien                          | Dominik Fischnaller         | Olympische Athleten aus Russland | Jekaterina Baturina         | Italien                          | Ivan Nagler & Fabian Malleier            |
| 9     | Italien                          | Kevin Fischnaller           | Vereinigte Staaten               | Emily Sweeney               | Olympische Athleten aus Russland | Alexander Denissjew & Wladislaw Antonow  |
| 10    | Vereinigte Staaten               | Tucker West                 | Italien                          | Sandra Robatscher           | Österreich                       | Thomas Steu & Lorenz Koller              |
| 11    | Österreich                       | Reinhard Egger              | Österreich                       | Birgit Platzer              | Olympische Athleten aus Russland | Andrei Bogdanow & Andrei Medwedew        |
| 12    | Österreich                       | David Gleirscher            | Rumänien                         | Raluca Strămăturaru         | Vereinigte Staaten               | Justin Krewson & Andrew Sherk            |
| 13    | Lettland                         | Inārs Kivlenieks            | Olympische Athleten aus Russland | ## (Tatjana Iwanowa)        | Polen                            | Wojciech Chmielewski & Jakub Kowalewski  |
| 14    | Kanada                           | Mitchel Malyk               | Olympische Athleten aus Russland | ## (Wiktorija Demtschenko)  | Lettland                         | Oskars Gudramovičs & Pēteris Kalniņš     |
| 15    | Vereinigte Staaten               | Christopher Mazdzer         | Lettland                         | Elīza Cauce                 | Tschechien                       | Antonín Brož & Lukáš Brož                |
| 16    | Kanada                           | Samuel Edney                | Österreich                       | Madeleine Egle              | Slowakei                         | Marek Solčanský & Karol Stuchlák         |
| 17    | Vereinigte Staaten               | Taylor Morris               | Italien                          | Andrea Vötter               | Tschechien                       | Matěj Kvíčala & Jaromír Kudera           |
| 18    | Lettland                         | Kristers Aparjods           | Lettland                         | Ulla Zirne                  | Slowakei                         | (Tomáš Vaverčák & Matej Zmij)            |
| 19    | Lettland                         | Artūrs Dārznieks            | Österreich                       | Hannah Prock                | Südkorea**                       | Park Jin-yong & Cho Jung-myung           |
| 20    | Italien                          | Emanuel Rieder              | Schweiz                          | Martina Kocher              | Ukraine*                         | Oleksandr Obolontschyk & Roman Sacharkiw |
| 21    | Slowakei                         | Jozef Ninis                 | Kanada                           | Brooke Apshkrum             | Rumänien*                        | Marian Gîtlan & Flavius Crăciun          |
| 22    | Tschechien                       | Ondřej Hyman                | Polen                            | Ewa Kuls                    | Polen                            | (Artur Petyniak & Adam Wanielista)       |
| 23    | Polen                            | Maciej Kurowski             | Polen                            | Natalia Wojtuściszyn        | Vereinigtes Königreich           | (Adam Rosen & Raymond Thompson)          |
| 24    | Rumänien                         | Valentin Crețu              | Schweiz                          | # (Natalie Maag)            | Kasachstan                       | (Roman Jefremow & Denis Tatjantschenko)  |
| 25    | Kanada                           | Reid Watts                  | Südkorea                         | Aileen Frisch               | Ukraine                          | (Roman Radtschenkow & Orest Sobota)      |
| 26    | Australien                       | Alexander Michael Ferlazzo  | Lettland                         | Kendija Aparjode            |                                  |                                          |
| 27    | Polen                            | Mateusz Paweł Sochowicz     | Südkorea                         | Sung Eun-ryung              |                                  |                                          |
| 28    | Ukraine                          | Andrij Mandsij              | Ukraine                          | Olena Schchumowa            |                                  |                                          |
| 29    | Slowakei                         | Jakub Šimoňák               | Tschechien*                      | Tereza Nosková              |                                  |                                          |
| 30    | Ukraine                          | Anton Dukatsch              | Ukraine                          | Olena Stezkiw               |                                  |                                          |
| 31    | Indien                           | Shiva Keshavan              | Slowakei*                        | Katarína Šimoňáková         |                                  |                                          |
| 32    | Rumänien                         | Andrei Turea                | Rumänien                         | (Mihaela-Carmen Manolescu)  |                                  |                                          |
| 33    | Vereinigtes Königreich           | Adam Rosen                  | Kroatien                         | Daria Obratov               |                                  |                                          |
| 34    | Bulgarien                        | Pawel Angelow               | Südkorea                         | (Choi Eun-ju)               |                                  |                                          |
| 35    | Slowenien                        | Tilen Sirše                 | Kasachstan                       | (Anastassija Bogatschowa)   |                                  |                                          |
| 36    | Vereinigtes Königreich           | Rupert Staudinger           | Frankreich                       | (Margot Boch)               |                                  |                                          |
| 37    | Chinesisch Taipeh                | Lien Te-an                  | Vereinigtes Königreich           | (Danielle Louise Scott)     |                                  |                                          |
| 38    | Slowenien                        | # (Žiga Biruš)              | Ukraine                          | (Darja Hula)                |                                  |                                          |
| 39    | Georgien                         | Giorgi Sogoiani             | Argentinien                      | Verónica María Ravenna      |                                  |                                          |
| 40    | Südkorea                         | Lim Nam-kyu                 | Kroatien                         | (Dania Obratov)             |                                  |                                          |
| 41    | Frankreich                       | (Adrien Joao Maitre)        | Schweden                         | (Tove Kohala)               |                                  |                                          |
| 42    | Südkorea                         | (Kang Doung-kyu)            | Türkei                           | (Azize Berfin Şefkatlioğlu) |                                  |                                          |
| 43    | Südkorea                         | (Kim Dong-hyeon)            | Chinesisch Taipeh                | (Lin Sin-rong)              |                                  |                                          |
| 44    | Vereinigtes Königreich           | (Lucas Gebauer-Barrett)     | Türkei                           | (Buse Çetin)                |                                  |                                          |
| 45    | Kasachstan                       | Nikita Kopyrenko            | Kasachstan                       | (Anna Smirnowa)             |                                  |                                          |
| 46    | Moldau                           | (Leonard Cepoi)             |                                  |                             |                                  |                                          |
| 47    | Tschechien                       | (Tomáš Mizera)              |                                  |                             |                                  |                                          |
| 48    | Schweden                         | (Svante Kohala)             |                                  |                             |                                  |                                          |
| 49    | Portugal                         | (Hugo Daniel Martins Alves) |                                  |                             |                                  |                                          |
| 50    | Ukraine                          | (Mychajlo Sawyzkyj)         |                                  |                             |                                  |                                          |
| 51    | Kasachstan                       | (Roman Kopyrenko)           |                                  |                             |                                  |                                          |
| 52    | Türkei                           | (Metehan Erden)             |                                  |                             |                                  |                                          |
| 53    | Argentinien                      | (Lucas Maximiliano Populin) |                                  |                             |                                  |                                          |

## Ergebnisse

### Einsitzer Männer
| Platz | Land | Sportler            | Zeit (min) |
| ----- | ---- | ------------------- | ---------- |
| 1     | AUT  | David Gleirscher    | 3:10,702   |
| 2     | USA  | Christopher Mazdzer | 3:10,728   |
| 3     | GER  | Johannes Ludwig     | 3:10,932   |
| 4     | ITA  | Dominik Fischnaller | 3:10,934   |
| 5     | GER  | Felix Loch          | 3:10,968   |
| 6     | CAN  | Samuel Edney        | 3:11,021   |
| 7     | ITA  | Kevin Fischnaller   | 3:11,054   |
| 8     | OAR  | Roman Repilow       | 3:11,108   |
| 9     | AUT  | Wolfgang Kindl      | 3:11,133   |
| 10    | GER  | Andi Langenhan      | 3:11,433   |

1. und 2. Lauf: 10. Februar 2018, 19:10 Uhr

3. und 4. Lauf: 11. Februar 2018, 18:50 Uhr
40 Teilnehmer aus 21 Ländern, alle in der Wertung.
Olympiasieger 2014:  Felix Loch

Weltmeister 2017:  Wolfgang Kindl

### Einsitzer Frauen
| Platz | Land | Sportlerin           | Zeit (min) |
| ----- | ---- | -------------------- | ---------- |
| 1     | GER  | Natalie Geisenberger | 3:05,232   |
| 2     | GER  | Dajana Eitberger     | 3:05,599   |
| 3     | CAN  | Alex Gough           | 3:05,644   |
| 4     | GER  | Tatjana Hüfner       | 3:05,713   |
| 5     | CAN  | Kimberley McRae      | 3:05,878   |
| 6     | USA  | Erin Hamlin          | 3:05,912   |
| 7     | ROU  | Raluca Strămăturaru  | 3:06,288   |
| 8     | KOR  | Aileen Frisch        | 3.06,400   |
| 9     | AUT  | Madeleine Egle       | 3:06,609   |
| 10    | ITA  | Andrea Vötter        | 3:06,859   |

1. und 2. Lauf: 12. Februar 2018, 19:50 Uhr

3. und 4. Lauf: 13. Februar 2018, 19:30 Uhr
30 Teilnehmer aus 16 Ländern, davon 28 in der Wertung.
Olympiasiegerin 2014:  Natalie Geisenberger

Weltmeisterin 2017:  Tatjana Hüfner

### Doppelsitzer
| Platz | Land | Sportler                        | Zeit (min) |
| ----- | ---- | ------------------------------- | ---------- |
| 1     | GER  | Tobias Wendl, Tobias Arlt       | 1:31,697   |
| 2     | AUT  | Peter Penz, Georg Fischler      | 1:31,785   |
| 3     | GER  | Toni Eggert, Sascha Benecken    | 1:31,987   |
| 4     | AUT  | Thomas Steu, Lorenz Koller      | 1:32,284   |
| 5     | CAN  | Justin Snith, Tristan Walker    | 1:32,369   |
| 6     | LAT  | Andris Šics, Juris Šics         | 1:32,442   |
| 7     | ITA  | Ivan Nagler, Fabian Malleier    | 1:32,563   |
| 8     | USA  | Justin Krewson, Andrew Sherk    | 1:32,652   |
| 9     | KOR  | Park Jin-yong, Cho Jung-myung   | 1:32,672   |
| 10    | USA  | Jayson Terdiman, Matt Mortensen | 1:32,687   |

Datum: 14. Februar 2018, 20:20 Uhr
20 Teams aus 13 Ländern, alle in der Wertung.
Olympiasieger 2014:  Tobias Wendl, Tobias Arlt

Weltmeister 2017:  Toni Eggert, Sascha Benecken

### Team-Staffel
| Platz | Land | Sportler                                                                    | Zeit (min) |
| ----- | ---- | --------------------------------------------------------------------------- | ---------- |
| 1     | GER  | Natalie Geisenberger, Johannes Ludwig, Tobias Wendl / Tobias Arlt           | 2:24,517   |
| 2     | CAN  | Alex Gough, Samuel Edney, Justin Snith / Tristan Walker                     | 2:24,872   |
| 3     | AUT  | Madeleine Egle, David Gleirscher, Peter Penz / Georg Fischler               | 2:24,988   |
| 4     | USA  | Summer Britcher, Christopher Mazdzer, Justin Krewson / Andrew Sherk         | 2:25,091   |
| 5     | ITA  | Andrea Vötter, Dominik Fischnaller, Ivan Nagler / Fabian Malleier           | 2:25,093   |
| 6     | LAT  | Ulla Zirne, Kristers Aparjods, Andris Šics / Juris Šics                     | 2:25,315   |
| 7     | OAR  | Jekaterina Baturina, Roman Repilow, Alexander Denissjew / Wladislaw Antonow | 2:25,349   |
| 8     | POL  | Ewa Kuls, Maciej Kurowski, Wojciech Chmielewski / Jakub Kowalewski          | 2:26,413   |
| 9     | KOR  | Aileen Frisch, Lim Nam-kyu, Park Jin-yong / Cho Jung-myung                  | 2:26,543   |
| 10    | ROM  | Raluca Strămăturaru, Andrei Turea, Cosmin Atodiresei / Ștefan Musei         | 2:26,844   |

Datum: 15. Februar 2018, 21:35 Uhr
13 Teams, alle in der Wertung.
Olympiasieger 2014:  Natalie Geisenberger, Felix Loch, Tobias Wendl, Tobias Arlt

Weltmeister 2017:  Tatjana Hüfner, Johannes Ludwig, Toni Eggert, Sascha Benecken